# 29674 Raušal
(29674) Raušal, denumire internațională (29674) Rausal, este un asteroid din centura principală de asteroizi.

## Descriere
29674 Raušal este un asteroid din centura principală de asteroizi. A fost descoperit pe 15 decembrie 1998 la Observatorul din Ondřejov de Petr Pravec. Asteroidul prezintă o orbită caracterizată de o semiaxă mare de 2,39 ua, o excentricitate de 0,20 și o înclinație de 3,4° în raport cu ecliptica.